# Hoplia
Hoplia Illiger, 1803, è un genere di piccoli insetti coleotteri, appartenenti alla famiglia Scarabaeidae.

## Descrizione
Al pari degli altri Hopliini hanno spesso livree dai colori vivaci e presentano pelosità più o meno marcate sul capo e sul pronoto. Hanno zampe posteriori grandi e potenti. Il carattere distintivo del genere è rappresentato dalla presenza di un singolo artiglio mesotarsico sulle zampe posteriori.

## Biologia
Sono insetti fitofagi. Gli adulti si nutrono di fiori e foglie, foraggiando spesso in piccoli gruppi. Le larve si nutrono delle radici di diverse specie di piante.

## Distribuzione e habitat
Il genere ha una distribuzione subcosmopolita essendo presente in tutti i continenti eccetto l'Oceania e l'Antartide.

## Tassonomia
Il genere comprende le seguenti specie:

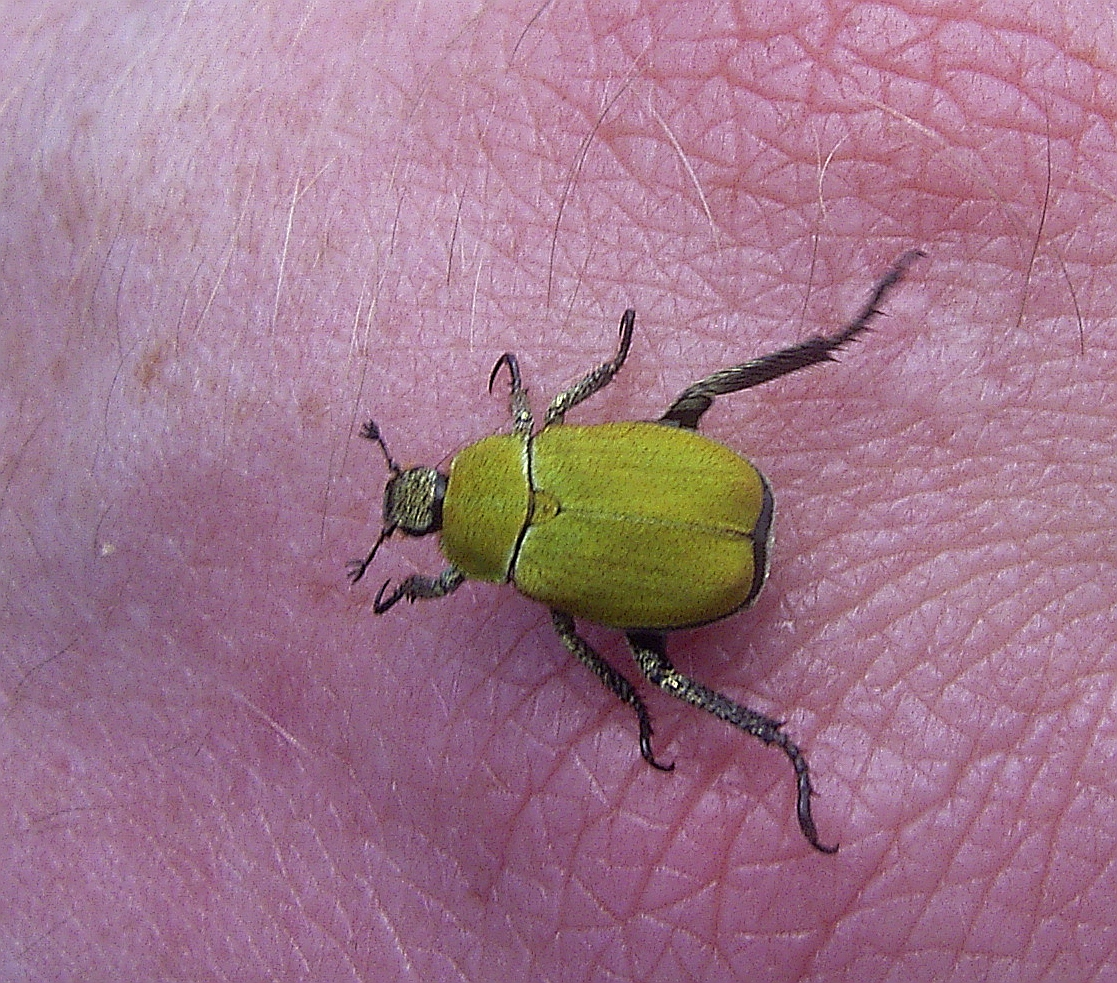
Hoplia argentea

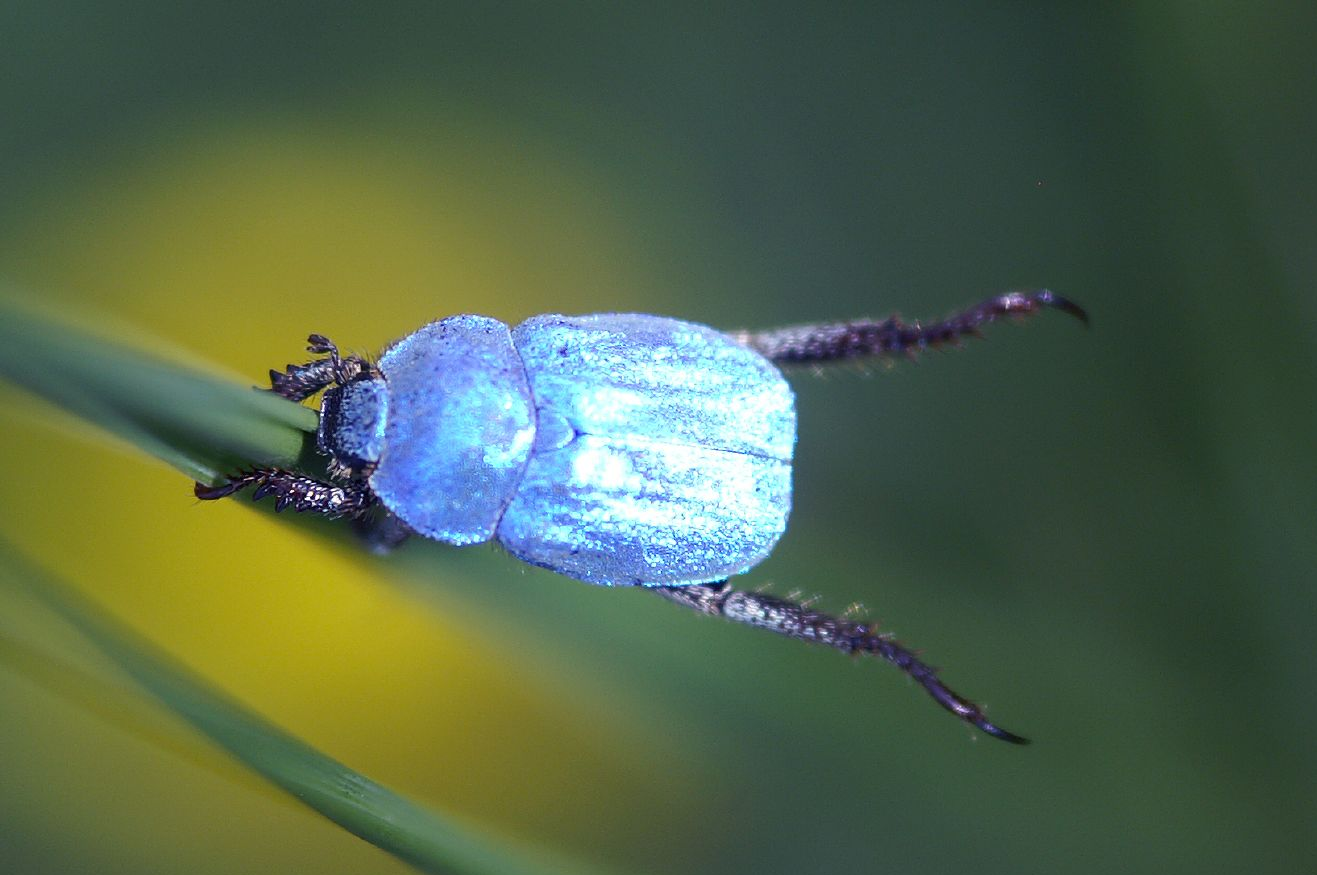
Hoplia coerulea

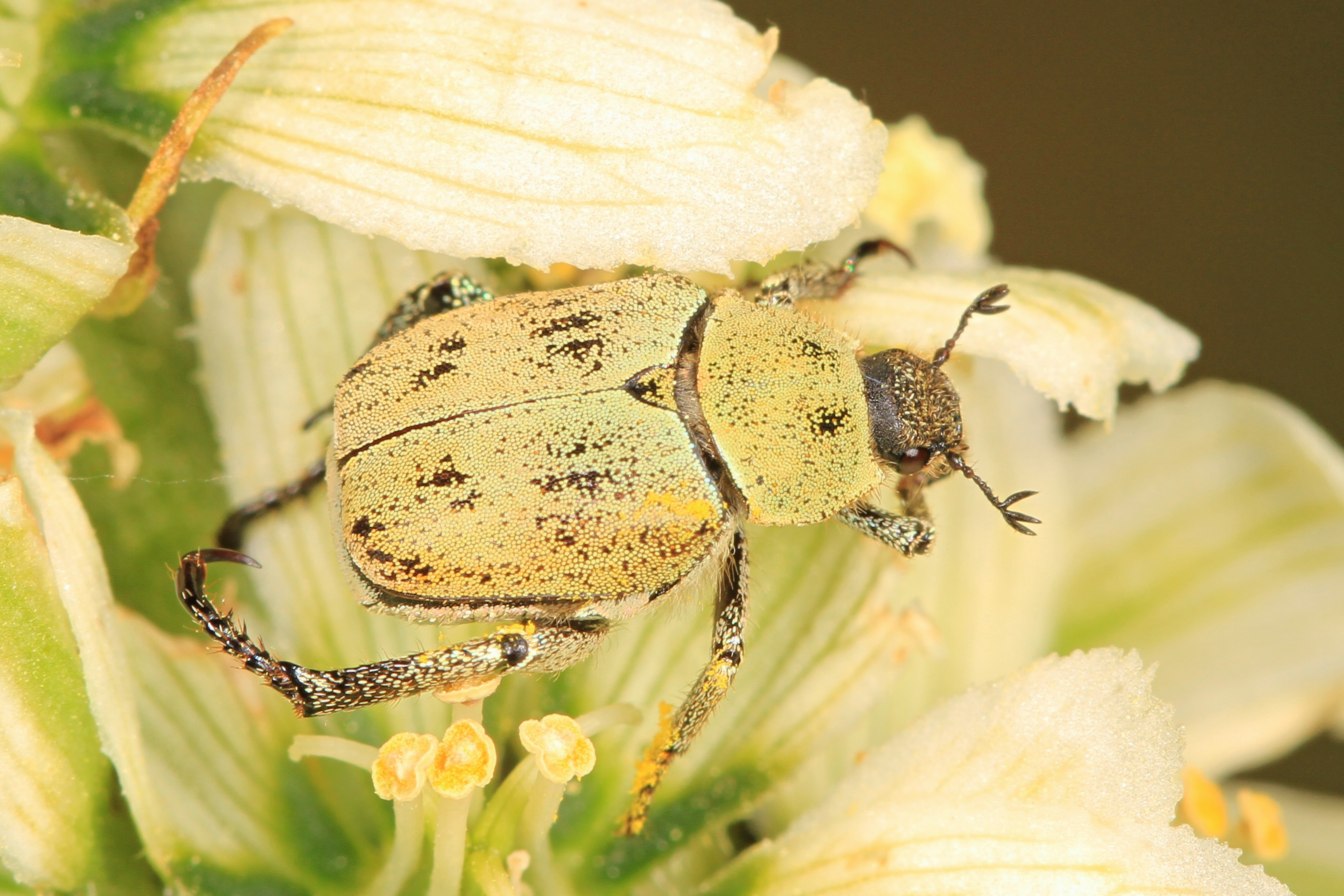
Hoplia dispar

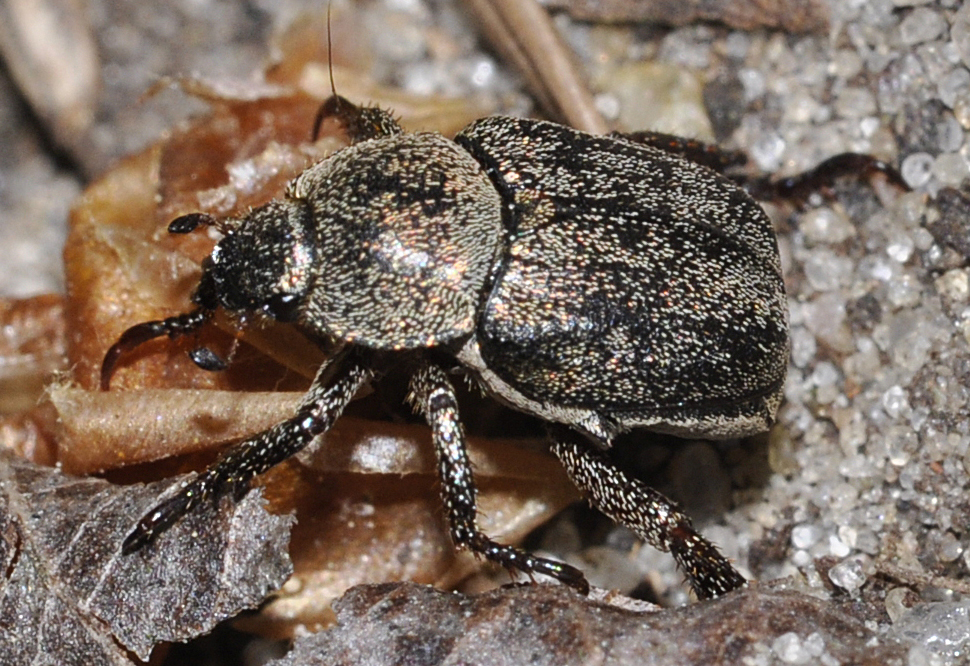
Hoplia graminicola

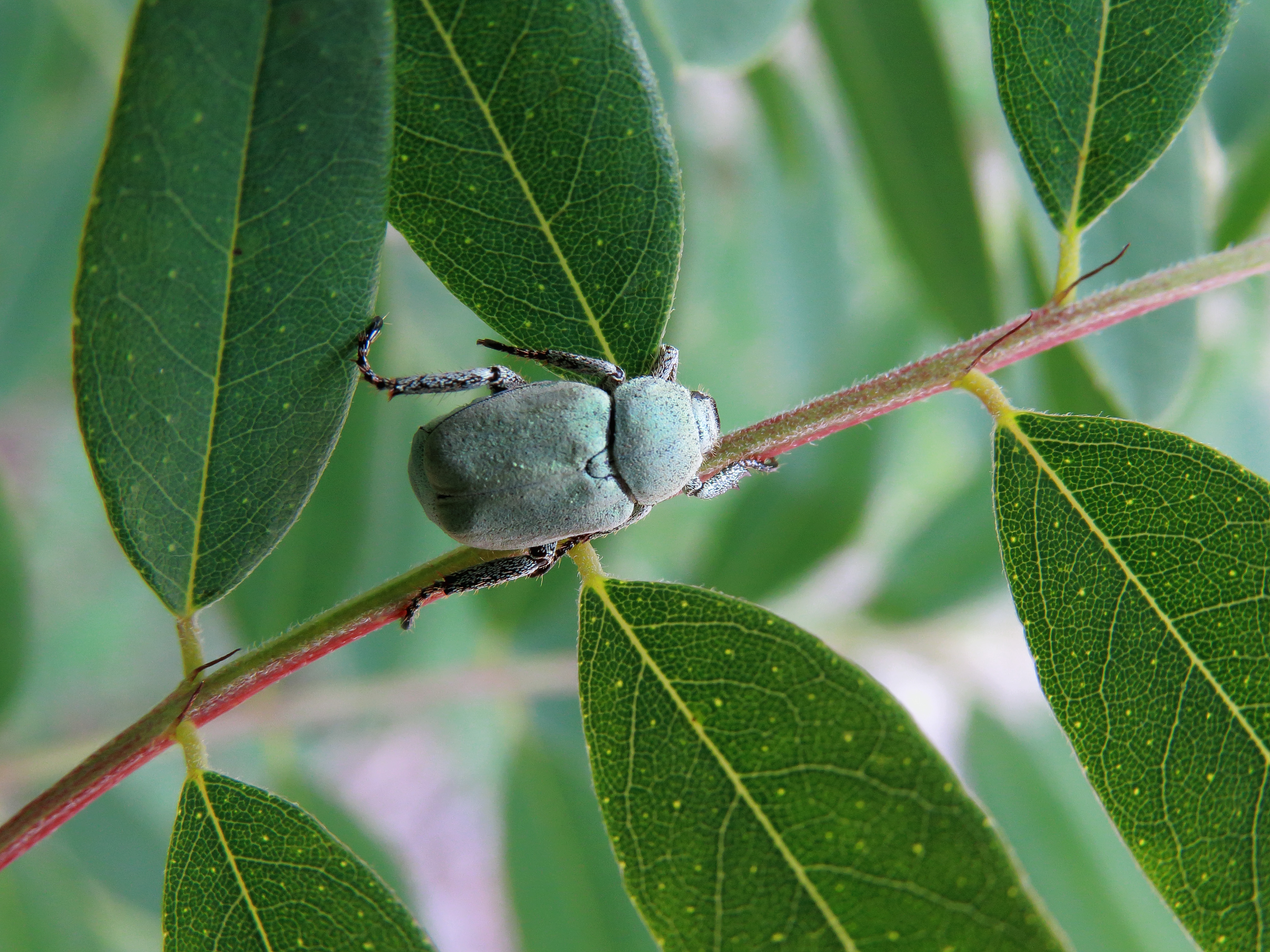
Hoplia parvula

- Hoplia albisparsa Bates, 1887
- Hoplia angulata Reitter, 1902
- Hoplia argentata Nonfried, 1891
- Hoplia argentea Poda, 1761
- Hoplia argyritis Bates, 1887
- Hoplia asperula Bates, 1887
- Hoplia attilioi Massa, 1979
- Hoplia aulica (Linnaeus, 1767)
- Hoplia aureola (Pallas, 1781)
- Hoplia auriventris Apfelbeck, 1912
- Hoplia bezdeki Keith, 2002
- Hoplia bilineata (Fabricius, 1801)
- Hoplia bioscae Galante, 1978
- Hoplia brunnescens Reitter, 1903
- Hoplia brunnipes Bonelli, 1807
- Hoplia bucharica Reitter, 1898
- Hoplia callipyge LeConte, 1856
- Hoplia caucasica Kolenati, 1846
- Hoplia chlorophana Erichson, 1848
- Hoplia cincticollis (Faldermann, 1833)
- Hoplia cinereonebulosa Nonfried, 1895
- Hoplia coerulea (Drury, 1773)
- Hoplia ciscaucasica Medvedev, 1952
- Hoplia communis Waterhouse, 1875
- Hoplia coralipes Reitter, 1883
- Hoplia corniculata Reitter, 1890
- Hoplia cretacea Bates, 1887
- Hoplia davidis Fairmaire, 1887
- Hoplia dilutipes Reitter, 1890
- Hoplia dispar LeConte, 1880
- Hoplia disparilis Bates, 1887
- Hoplia divina Endrödi, 1953
- Hoplia djukini Jacobson, 1914
- Hoplia dubia (Rossi, 1790)
- Hoplia endroedii Balthasar, 1955
- Hoplia equina LeConte, 1880
- Hoplia euphratica Zaitzev, 1923
- Hoplia fiorii Fracassi, 1906
- Hoplia festiva Burmeister, 1844
- Hoplia fissa Reitter, 1890
- Hoplia floridana Fisher, 1918
- Hoplia flavipes Germar, 1824
- Hoplia gilleti Hardy, 1977
- Hoplia golovjankoi Jacobson, 1914
- Hoplia graminicola Fabricius, 1792
- Hoplia guatemalensis Bates, 1887
- Hoplia hauseri Reitter, 1904
- Hoplia herminiana Apfelbeck, 1912
- Hoplia hirta LeConte, 1880
- Hoplia hirticollis Heyden, 1889
- Hoplia horrida Moser, 1918
- Hoplia hungarica Burmeister, 1844
- Hoplia inops Bates, 1887
- Hoplia jacobsoni Reitter, 1903
- Hoplia jalapana Moser, 1918
- Hoplia korbi Petrovitz, 1958
- Hoplia kunzii Schmidt, 1840
- Hoplia laconiae Petrovitz, 1958
- Hoplia laticollis LeConte, 1856
- Hoplia limbata LeConte, 1856
- Hoplia lineata Moser, 1921
- Hoplia lurida Moser, 1918
- Hoplia maremmana Leo, Liberto, Rattu & Sechi, 2010
- Hoplia meridiana Uliana, Liberto & Leo, 2017
- Hoplia mexicana Harold, 1869
- Hoplia minuta (Panzer, 1789)
- Hoplia modesta Haldeman, 1843
- Hoplia mucorea (Germar, 1824)
- Hoplia nigrina Reitter, 1885
- Hoplia oblonga Gyllenhal, 1817
- Hoplia ochracea Burmeister, 1844
- Hoplia paganettii Müller, 1907
- Hoplia parvula Krynicki, 1832
- Hoplia peronii Blanchard, 1850
- Hoplia philanthus Fuesslin, 1775
- Hoplia pisicolor Burmeister, 1844
- Hoplia pollinosa Krynicki, 1832
- Hoplia pubicollis Küster, 1849
- Hoplia reinii Heyden, 1878
- Hoplia reitteri Von Dalla Torre, 1912
- Hoplia rossica Medvedev, 1952
- Hoplia rufocuprea Medvedev, 1952
- Hoplia rotunda Bates, 1887
- Hoplia sackenii LeConte, 1880
- Hoplia semenowi Heyden, 1889
- Hoplia spectabilis Medvedev, 1952
- Hoplia squamifera Burmeister, 1844
- Hoplia stenolepis Apfelbeck, 1912
- Hoplia striatipennis Wickham, 1914 †
- Hoplia subcostata Bates, 1887
- Hoplia subnuda Reitter, 1903
- Hoplia surata Bates, 1887
- Hoplia teapensis Bates, 1887
- Hoplia thibetana Von Dalla Torre, 1912
- Hoplia trifasciata Say, 1825
- Hoplia trivialis Harold, 1869
- Hoplia uniformis Reitter, 1885
- Hoplia vidua Moser, 1918
- Hoplia viridissima Brenske, 1894
- Hoplia walterrossii Sabatinelli, 1991
- Hoplia zaitzevi Jacobson, 1914

Una specie particolarmente interessante è Hoplia attilioi, descritta da Massa nel 1979, che ha un areale estremamente piccolo (endemismo puntiforme), limitato alla località Capo Feto di Mazara del Vallo.H. attilioi presenta diverse analogie con H. africana che invece è segnalata per il Nordafrica. I maschi di H. attilioi  sono tipicamente floricoli ed il loro stadio immaginale è presente in primavera inoltrata; della femmina sono stati finora rinvenuti solo due esemplari.